# SEGUE 2
Segue 2は、2009年にスローン・デジタル・スカイサーベイによって発見された矮小楕円体銀河であり、銀河系の伴銀河である。おひつじ座方向、太陽から35,000パーセク離れたところに位置し、太陽方向へ40km/sの速度で運動している。半光度半径（有効半径）34パーセクのほぼ球形をなすことから、矮小楕円体銀河 (dSph) に分類される。名前は、SEGUE (Sloan Extension for Galactic Understanding and Exploration) プログラムで発見されたことにちなんでいる。   
Segue 2 は、既知の銀河系の衛星銀河の中で最も小さく暗いものの一つである。その積分光度は太陽の800倍（絶対視等級で約-2.5等に相当）しかなく、大部分の球状星団よりも暗い。しかしながら、質量は約550,000太陽質量もあり、その質量光度比は約650にもなる。   
Segue 2は構造、サイズ、光度、速度分散といった特徴がSegue 1、うしかい座II、かみのけ座矮小銀河とよく似ている。   
Segue 2には約1,000個の恒星が存在すると推定されている。現在知られているSegue 2の恒星の大部分は古い星であり、おそらく120億年以上前に形成された。これらの古い恒星の金属量は極めて低く、[Fe/H] < -2 にもなる。Segue 2の恒星は宇宙の歴史の初期に形成された星の一つであると考えられている。現在、Segue 2には星形成活動は認められない。   
Segue 2はいて座ストリームの端の辺りに位置し、地球からは同一の距離にある。Segue 2は、かつてはいて座矮小楕円銀河の衛星銀河であったか、あるいはいて座矮小銀河の構成星団だったのかもしれない。   
Segue 2は、潮汐力による引き剥がしで質量が軽くなったか、低質量の暗黒物質ハローの中で形成されたことが指摘されている。   